# تشي تشوران (بوئين)
تشي تشوران (بالفارسية: چی چوران) هي قرية تقع في إيران في قسم بوئین الريفي. يقدر عدد سكانها بـ 339 نسمة بحسب إحصاء 2016.